# 杜根藤
杜根藤（学名：Calophanoides quadrifaria）为爵床科杜根藤属的植物。分布于泰国、印度尼西亚、印度、越南、缅甸以及中国大陆的湖北、广西、海南、云南、广东、重庆等地，生长于海拔850米至1,600米的地区，目前尚未由人工引种栽培。

## 种下等级
- Justicia quadrifaria Wall.

## 延伸阅读
[在维基数据编辑]
 《植物名實圖考·杜根藤》，出自吳其濬《植物名實圖考》